# Автошлях E772
Європейський маршрут E772 є дорогою класу B, частиною міжнародної мережі доріг E в Болгарії. Він з’єднує дві побудовані досі ділянки автомагістралі Хемус (A2) і є частиною одного з найважливіших транспортних коридорів країни: від столиці Софії на заході до Варни та північного болгарського узбережжя Чорного моря на сході.
Дорога починається біля Ябланиці і закінчується біля Шумена. Він служить сполученням між столицями провінцій Шумен, Тирговіште, Велико Тирново та Ловеч із Софією та портом Варна. Це двосмугова дорога (одна смуга в кожному напрямку). Трисмугових ділянок для обгону мало. Дорожнє покриття знаходиться у порівняно хорошому стані, оскільки це одна з головних доріг у північній Болгарії, і залишатиметься такою до завершення будівництва автомагістралі Хемус.

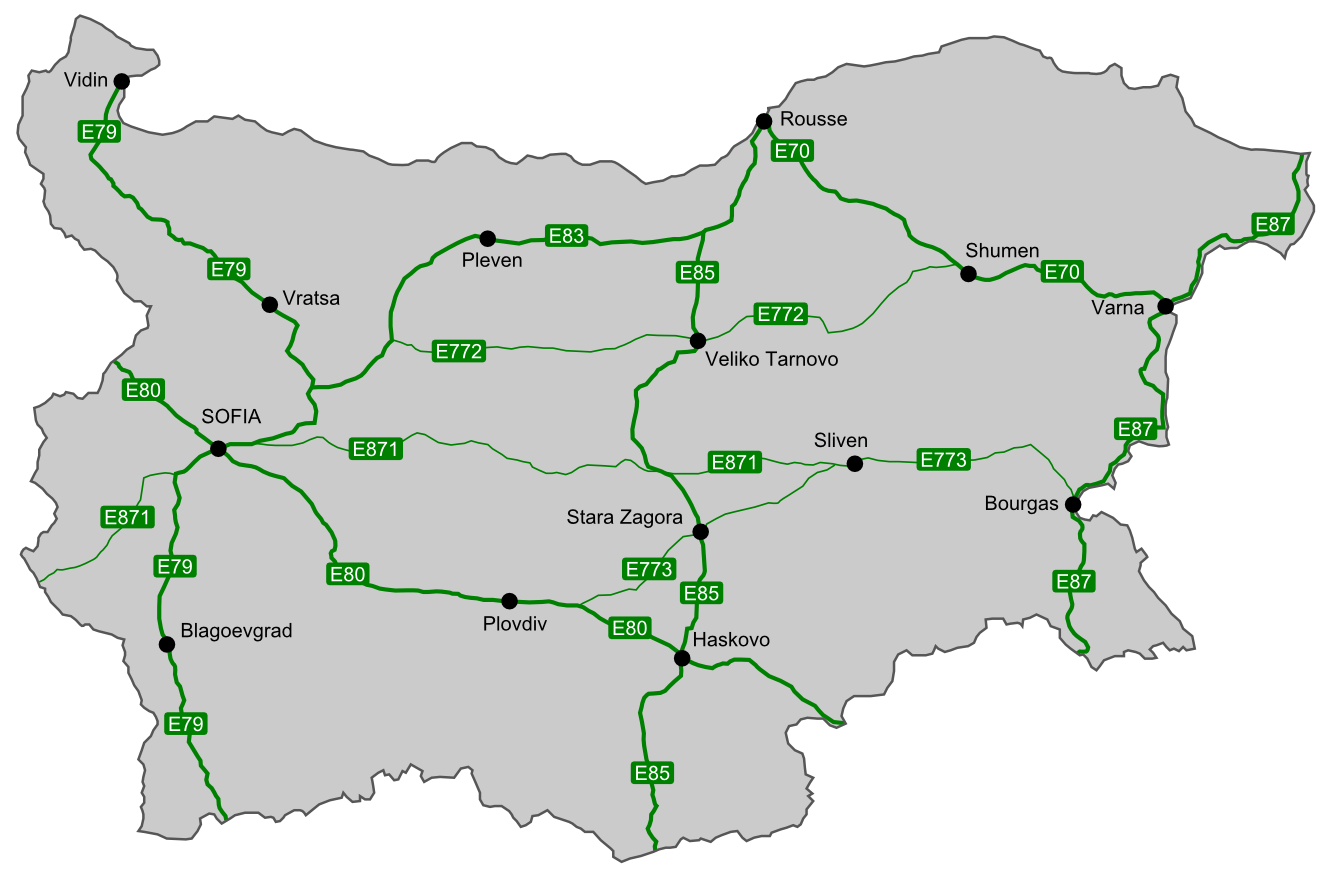
Мережа доріг E в Болгарії

## Маршрут
- Болгарія
  - E83 Ябланиця
  - E85 Велико-Тирново
  - E70 Шумен